# Adolf Loos

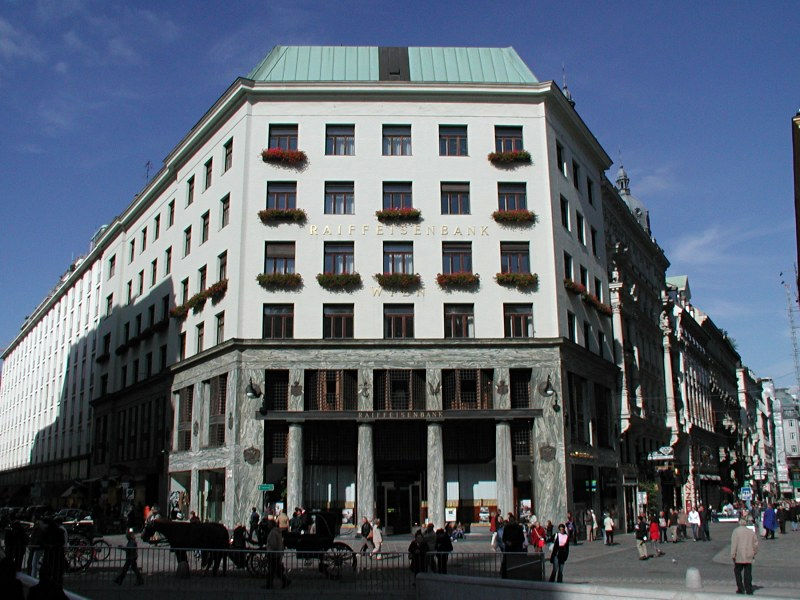
Công trình Michaelerplatz, Wien

Adolf Loos (10 tháng 12 năm 1870 tại Brno, Morava – 23 tháng 8 năm 1933 tại Viên, Áo) là một trong những kiến trúc sư quan trọng nhất của kiến trúc Hiện đại của thế kỉ 20. Ông đã có liên quan với Phong cách Quốc tế. Tuy nhiên, ảnh hưởng của ông chủ yếu lại chỉ dựa trên một vài thiết kế nội thất và một số tiểu luận gây tranh cãi. Người ta thường biết đến ông nhiều hơn qua các bài bút chiến. Các công trình của Loos, từ những nhà ở nông thôn cho đến căn hộ và cửa hàng là những ví dụ mẫu mực về vẻ đẹp giản dị của kiến trúc. Vào thời kì đầu, những công trình xây dựng của ông chỉ được biết trong nước Áo.

## Tiểu sử
Ông sinh ngày 10 tháng 12 năm 1870 tại Brno, Morava, nay là Cộng hòa Séc.
Thuở nhỏ, Adolf Loos làm việc ở xưởng thợ nề của bố ông, ở đây ông được làm quen với nghề thủ công của kiến trúc. Năm 17 tuổi, Loos thi vào Trường nghệ thuật Hoàng gia và Đế chế bang tại Reichenberg ở Bohemia. Năm 1889, Loos được gọi vào lính dự bị của quân đội hoàng gia Áo. Loos đặc biệt quan tâm tới các tác phẩm của Friedrich Schinkel, một kiến trúc sư Tân Cổ điển người Đức, và hơn tất cả là tác phẩm của Vitruvius.
Ông sang Mỹ năm 1893 và bị ấn tượng bởi sự phát triển và sáng tạo của công nghiệp xây dựng Mỹ. Thời gian tại Mỹ đã giúp ông hình thành nên khiếu thẩm mỹ kiến trúc của mình. Năm 1896, Loos trở lại Wien và bắt đầu làm việc cho hãng thiết kế kiến trúc của Carl Mayreder.
Vào cuối thập niên 1890, Aloos bắt đầu khuấy động những cuộn tranh luận của mình. Những tác phẩm bút chiến của ông với trường phái Cải cách Wien được đăng tải rộng rãi, trong khi công trình cửa hàng bách hóa Goldmann và Salatsch của ông được hoàn thành năm 1911, đối diện nhà thờ Hofburg ở Wien đã gây ra một vụ tranh cãi với kiến trúc mặt đứng phẳng lì của nó.
Năm 1908, Adolf Loos công bố tác phẩm nổi tiếng "Trang trí và tội ác". Ông khẳng định sự phát triển của máy móc sẽ thủ tiêu hoàn toàn các chi tiết trang trí trên tác phẩm nghệ nghệ thuật. Với ông, trang trí là vô dụng, là phí phạm tài nguyên và thời gian con người. Sự phát triển đó, theo ông, được xem như sự tiến hóa của văn hóa con người.
Một trong những công trình hấp dẫn nhất của ông, biệt thự Muller ở Praha, được xây dựng năm 1930, phục chế lại năm 2003. Công trình này được xem như đỉnh điểm cho ý tưởng tiên phong của ông về "Không gian kiến trúc xây dựng trên mặt bằng" (Raumplan), với sự phát triển liên tục về không gian thay vì giới hạn không gian theo quy ước.

## Công trình chính
- Café Museum, Viên, Áo, 1898-1899
- Nhà ở Leopold Langer, Wien, Áo, 1901
- Biệt thự Karma, Clarens, ở Montreux, Thụy Sĩ, 1904-1906
- Căn hộ Rudolf Kraus, Wien, Áo, 1907
- Schmuckfedern-geschäft Sigmund Steiner, Wien, Áo, 1907
- Quán bar Mỹ, Wien, Áo, 1907
- Wohnung Bellak, Wien, Áo, 1907
- Schneidersalon Knize, Wien, Áo, 1909-1913
- Nhà trên quảng trường Michaelerplatz, Wien, Áo, 1910-1911
- Biệt thự Steiner, Wien, Áo, 1910
- Biệt thự Scheu, Wien, Áo, 1912-1913
- Nhà Horner, Wien, Áo, 1921
- Nhà Rufer, Wien, Áo, 1922
- Biệt thự Stross, Wien, Áo, 1922
- Landhaus Spanner, Gumpoldskirchen, Áo, 1923
- Của hàng Big (đồ án) ở Alexandria, Ai Cập, 1924
- Nhà Tristan Tzara, Paris, Pháp, 1926-1927
- Nhà Moller, Wien, Áo, 1927-1928
- Căn hộ Hans Brummel, Wien, Áo, 1929
- Căn hộ Willy Hirsch, Pilsen, Cộng hòa Séc, 1929
- Biệt thự Khuner, Kreuzberg, Payerback, Áo, 1930
- Biệt thự Müller, Praha, Cộng hòa Séc, 1930
- Căn hộ Leo Brummel, Wien, Áo, 1930
- Biệt thự Müller, Praha, Cộng hòa Séc, 1930
- Landhaus Khuner, Payerbach, Áo, 1930
- Nhà Bojko, Wien, Áo, 1929-1930
- Nhà ở Mitzi, Wien, Áo, 1931
- Nhà Werbund, Wien, Áo, 1930-1932.
- Nhà Semler, ở Pilsen, Cộng hòa Séc, 1932